# Duncanville

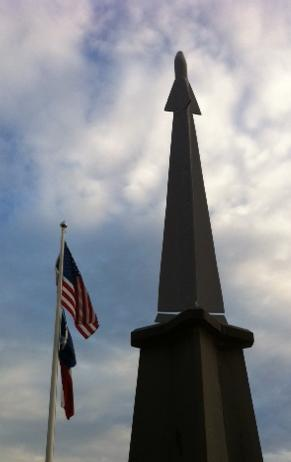
Monument commémorant la base de missiles NIKE à Duncanville

La ville de Duncanville est située dans le comté de Dallas, dans l’État du Texas, aux États-Unis. Sa population s’élevait à 38 524 habitants lors du recensement de 2010, estimée à 39 487 habitants en 2017.

## Démographie
| Groupe            | Duncanville | Texas | États-Unis |
| ----------------- | ----------- | ----- | ---------- |
| Blancs            | 50,4        | 70,4  | 72,4       |
| Afro-Américains   | 29,8        | 11,9  | 12,6       |
| Autres            | 14,9        | 10,6  | 6,4        |
| Métis             | 2,5         | 2,7   | 2,9        |
| Asiatiques        | 1,7         | 3,8   | 4,8        |
| Amérindiens       | 0,7         | 0,7   | 0,9        |
| Total             | 100         | 100   | 100        |
|                   |             |       |            |
| Latino-Américains | 35,0        | 37,6  | 16,7       |

Selon l’American Community Survey, pour la période 2011-2015, 67,59 % de la population âgée de plus de 5 ans déclare parler l'anglais à la maison, 29,64 % l'espagnol, 0,62 % l'allemand et 2,15 % une autre langue.

## Source
- (en) Cet article est partiellement ou en totalité issu de l’article de Wikipédia en anglais intitulé « Duncanville, Texas » (voir la liste des auteurs).

1. ↑  (en) « Duncanville, TX Population - Census 2010 and 2000 », sur censusviewer.com.
2. ↑  (en) « Population of Texas - Census 2010 and 2000 », sur censusviewer.com.
3. ↑  (en) « Language spoken at home by ability to speak English for the population 5 years and over », sur factfinder.census.gov.